# Yehohanan ben Hagkol

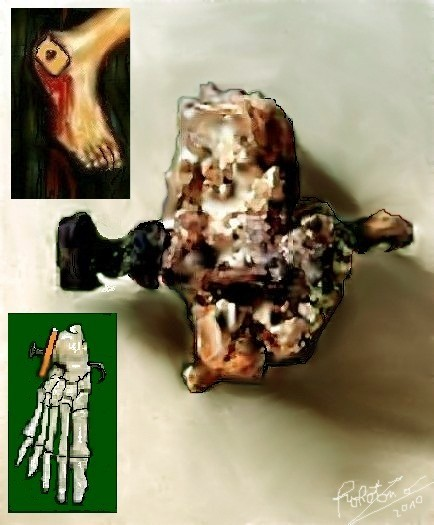
Crocefissione di Yehohanan ben Hagkol

Yehohanan ben Hagkol è il nome di un uomo che fu crocefisso a Gerusalemme nel primo secolo d.C. Nel 1968 la sua tomba fu scoperta durante lavori di costruzione nel quartiere ebraico di Giv'at ha-Mivtar, posto a nord-est della Città Vecchia. La tomba conteneva un ossuario in pietra su cui era inciso il nome "Yehohanan ben Hagkol" (= "Giovanni figlio di Hagkol"). Un osso del calcagno contenuto nell'ossuario era ancora attraversato da un chiodo, che non era stato rimosso durante la sepoltura perché la sua punta era piegata. Fu la prima scoperta dei resti di un uomo crocefisso e sino ad ora l'unica in Palestina. Numerosi studiosi l'hanno utilizzata per discutere le modalità di crocifissione al tempo di Gesù.

## Modalità di crocefissione di Yehohanan
I primi studi di medicina forense furono condotti affrettatamente per motivi di salute personale da Nicu Haas presso la Hebrew University, e pubblicati nel 1970. Haas ritenne che entrambi i piedi fossero stati inchiodati con un unico chiodo e che anche le ossa di un polso mostrassero scalfitture dovute ai chiodi. Una presentazione completa di questi studi fu pubblicata da Vassilios Tzaferis nel 1985, ma poco dopo i reperti furono riesaminati da Joseph Zias, un antropologo dello "Israel Department of Antiquities and Museums" e dal dott. Eliezer Sekeles, un medico patologo della Hadassah Medical School sempre nella Hebrew University. Essi trovarono numerosi errori nel lavoro di Haas e di conseguenza anche nella interpretazione di Tzeferis. In particolare essi notarono che il chiodo, lungo 11,5 cm, era troppo corto per poter attraversare entrambi i calcagni e che i segni sulle ossa del polso potevano anche non essere stati causati da chiodi. Zias e Sekeles confermarono che un piede del condannato era stato inchiodato a un palo di olivo, ma dichiararono che i reperti archeologici da soli non consentivano affermazioni sulla posizione e modalità di affissione degli altri arti.  In base anche a considerazioni tratte da fonti storiche Zias e Sekeles supposero che le braccia fossero state legate (e non inchiodate) ad un palo orizzontale collegato trasversalmente al palo verticale (palo detto "patibulum" dai Romani):
(J. Zias e E. Sekeles (1985, p.26.)

## Possibili implicazioni sulle modalità di esecuzione di Gesù Cristo
Il rinvenimento di resti di un uomo crocefisso è rarissimo e perciò diversi studiosi hanno cercato di trarne indicazioni quanto più possibile dettagliate sulle modalità di esecuzione al tempo di Gesù. Oltre al caso di Yehohanan, è stato trovato sinora solo un altro scheletro con un calcagno perforato. Il ritrovamento è avvenuto in Italia nel 2007 ma è stato pubblicato solo nel 2018. Il foro rotondo segnala un chiodo cilindrico (e non quadrato come per Yehohanan), che, tuttavia, non è stato tumulato con le ossa, come prevedibile a causa del suo valore intrinseco e del possibile riuso. Anche in questo caso non sono state trovate tracce di inchiodatura dei polsi. Sia in Italia sia in Palestina la perforazione del tallone è stata verificata sul solo piede destro perché il tallone sinistro non è stato reperito. In Italia la direzione di penetrazione è mediale cioè dall'interno verso l'esterno, mentre in Palestina è in direzione opposta. Ciò indica o una diversa posizione del crocifisso o una diversa forma del supporto.
L'inchiodatura dei piedi alla croce, che accomuna gli unici due casi di crocefissione documentati archeologicamente, era funzionale a dare al condannato un solido supporto, che impedisse un rapido soffocamento e ne prolungasse le sofferenze, mentre la modalità di sospensione delle braccia era meno cruciale. In nessuno dei due casi ci sono prove che indichino se le braccia fossero legate a una traversa, come descritto da numerosi autori pagani e cristiani del II secolo, o legate direttamente sopra la testa del condannato, come propongono i Testimoni di Geova sulla base di considerazioni esclusivamente filologiche. Secondo Joseph Zias, tuttavia, questa seconda modalità è da escludersi, almeno nel caso di Gesù, perché avrebbe determinato una rapida morte per soffocamento, senza le lunghe ore di agonia descritte dai vangeli.